# یوزف بلوهرادسکی
یوزف بلوهرادسکی (چکی: Josef Bělohradský؛ ۹ دسامبر ۱۹۲۶ – ۱۰ فوریهٔ ۲۰۰۶) بازیکن بسکتبال اهل چکسلواکی بود. وی در بازی‌های المپیک تابستانی ۱۹۴۸ شرکت کرده‌است.